# クレイグ・ホッジス
クレイグ・アンソニー・ホッジス (Craig Anthony Hodges, 1960年6月27日 - ) は、アメリカ合衆国・イリノイ州パークフォレスト出身の元プロバスケットボール選手、指導者。身長188cm、体重86kg。ポジションはシューティングガード。

## 経歴
カリフォルニア州立大学ロングビーチ校出身のホッジスは、1982年のNBAドラフト全体48位でサンディエゴ・クリッパーズに指名を受けNBA入りした。1984年にミルウォーキー・バックスに移籍した後は優れたシューターとしてプレーし、1986年と1988年の2度にわたってスリーポイント成功率リーグ1位を記録した。また、1991年と1992年には、マイケル・ジョーダン擁するシカゴ・ブルズの一員としてリーグ2連覇を経験した。1992年にブルズを解雇された後はヨーロッパのプロリーグやCBAでプレーし、1998年に現役を引退した。NBAでの成績は、695試合の出場で通算5,940得点（平均8.5得点）、スリーポイント成功率.400であった。
ホッジスはNBAスリーポイントコンテストに第1回から8年連続で出場し、1990年から1992年にかけて3連覇を達成した。大会史上3連覇を果たしたのはラリー・バードとホッジスのみである。また、1991年大会では19本連続シュート成功の大会記録を樹立した。最後の出場となった1993年大会では、当時フリーエージェントでどのチームにも所属していなかったため、"NBA"と印字されたジャージを着て臨んだ（結果は準決勝敗退）。
引退後、ホッジスは1994年にシカゴ州立大学のヘッドコーチに就任したが、約2シーズンで8勝51敗（勝率.136）という惨憺たる戦績を残して解任された。その後はカナダのプロリーグやDリーグで指揮を執った。現在は母校であるイリノイ州のリッチ・イースト高校でヘッドコーチを務めている。

## 個人成績

### NBA

#### レギュラーシーズン
| シーズン  | チーム | GP  | GS  | MPG  | FG%  | 3P%   | FT%  | RPG | APG | SPG | BPG | PPG  |
| --------- | ------ | --- | --- | ---- | ---- | ----- | ---- | --- | --- | --- | --- | ---- |
| 1982–83   | SDC    | 76  | 48  | 26.6 | .452 | .222  | .723 | 1.6 | 3.6 | 1.1 | .1  | 9.9  |
| 1983–84   | SDC    | 76  | 28  | 20.7 | .450 | .217  | .750 | 1.1 | 1.5 | .8  | .0  | 7.8  |
| 1984–85   | MIL    | 82* | 63  | 30.4 | .490 | .348  | .815 | 2.3 | 4.3 | 1.2 | .0  | 10.6 |
| 1985–86   | MIL    | 66  | 66  | 26.3 | .500 | .451* | .872 | 1.8 | 3.5 | 1.1 | .0  | 10.8 |
| 1986–87   | MIL    | 78  | 43  | 27.5 | .462 | .373  | .891 | 1.8 | 3.1 | 1.0 | .1  | 10.8 |
| 1987–88   | MIL    | 43  | 0   | 22.9 | .449 | .466  | .821 | 1.1 | 2.5 | .7  | .0  | 9.2  |
| 1987–88   | PHX    | 23  | 0   | 20.1 | .489 | .544  | .844 | 1.4 | 1.9 | .7  | .1  | 10.1 |
| 1987-88計 | PHX    | 66  | 0   | 21.9 | .463 | .491* | .831 | 1.2 | 2.3 | .7  | .0  | 9.5  |
| 1988–89   | PHX    | 10  | 0   | 9.2  | .444 | .333  | .750 | .5  | .8  | .2  | .0  | 3.9  |
| 1988–89   | CHI    | 49  | 6   | 22.7 | .475 | .423  | .849 | 1.7 | 2.8 | .8  | .1  | 10.0 |
| 1988-89計 | CHI    | 59  | 6   | 20.4 | .472 | .417  | .842 | 1.5 | 2.5 | .7  | .1  | 9.0  |
| 1989–90   | CHI    | 63  | 0   | 16.7 | .438 | .481  | .909 | .8  | 1.7 | .5  | .0  | 6.5  |
| 1990–91†  | CHI    | 73  | 0   | 11.5 | .424 | .383  | .963 | .6  | 1.3 | .5  | .0  | 5.0  |
| 1991–92†  | CHI    | 56  | 2   | 9.9  | .384 | .375  | .941 | .4  | 1.0 | .3  | .0  | 4.3  |
| 通算      | 通算   | 695 | 256 | 21.7 | .461 | .400  | .828 | 1.3 | 2.5 | .8  | .0  | 8.5  |

#### プレーオフ
| シーズン | チーム | GP  | GS | MPG  | FG%  | 3P%  | FT%  | RPG | APG | SPG | BPG | PPG  |
| -------- | ------ | --- | -- | ---- | ---- | ---- | ---- | --- | --- | --- | --- | ---- |
| 1985     | MIL    | 8   | 8  | 27.0 | .364 | .174 | .800 | 1.6 | 3.3 | 1.5 | .1  | 8.0  |
| 1986     | MIL    | 14  | 14 | 32.9 | .510 | .452 | .794 | 1.8 | 4.5 | 2.3 | .1  | 13.5 |
| 1987     | MIL    | 12  | 0  | 18.8 | .519 | .294 | .909 | 1.8 | 1.7 | .8  | .2  | 7.9  |
| 1989     | CHI    | 17  | 17 | 32.6 | .412 | .398 | .714 | 1.5 | 3.6 | 1.3 | .2  | 11.2 |
| 1990     | CHI    | 16  | 1  | 15.9 | .378 | .293 | .750 | 1.1 | 1.1 | .3  | .0  | 4.4  |
| 1991†    | CHI    | 17  | 0  | 12.3 | .423 | .393 | .750 | .2  | .6  | .6  | .0  | 4.7  |
| 1992†    | CHI    | 17  | 0  | 8.1  | .390 | .450 | .500 | .2  | .3  | .3  | .0  | 2.5  |
| 通算     | 通算   | 101 | 40 | 20.4 | .436 | .363 | .784 | 1.1 | 2.0 | .9  | .1  | 7.2  |

## 人物・エピソード
- 1992年にシカゴ・ブルズが優勝してホワイトハウスを表敬訪問した際、ホッジスはダシキを着用して参加し、当時のジョージ・H・W・ブッシュ大統領に直筆の手紙を渡した。手紙の内容は、ブッシュ政権の貧困層やマイノリティに対する扱いに抗議するものだった。
- ブルズ時代のチームメイトであるマイケル・ジョーダンに対し、その名声を利用して政治的・社会的問題に関する発言を行わないことを批判した。
- 1996年、ホッジスはNBA及びリーグに所属する全29チーム（当時）に対して4,000万ドルの賠償を求める訴訟を起した。その理由は、「アフリカ系アメリカ人のプロスポーツ選手は、その富や影響力を利用して、貧困層や権利を奪われた人々を支援することを怠っている」と批判したためリーグから干されたというものだった。実際、ブルズから解雇されたときはまだ32歳と充分プレーできる年齢であったにもかかわらず、NBAのどのチームからも契約オファーやトライアウトの要請が来なかった。ブルズの関係者は、ホッジスの解雇は年齢による衰えでディフェンスに難が生じたためと証言したが、ブルズのヘッドコーチであったフィル・ジャクソンは彼のシュート能力を高く評価した上で、解雇後1度も電話がなかったのは不思議だと語っている。
- 2014年、ホッジスはデニス・ロッドマンが北朝鮮との「バスケットボール外交」の一環として結成したエキシビジョンチームに指名され、金正恩第1書記の誕生日を祝う親善試合でプレーするという仕事を引き受けた。しかし彼が搭乗したカナダから北京へのフライトが大きく遅れたため平壌への乗継ぎ便に間に合わず、中国政府によってただちに帰国させられた。